# Pappireddipatti
Pappireddipatti là một thị xã panchayat của quận Dharmapuri thuộc bang Tamil Nadu, Ấn Độ.

## Nhân khẩu
Theo điều tra dân số năm 2001 của Ấn Độ, Pappireddipatti có dân số 8591 người. Phái nam chiếm 51% tổng số dân và phái nữ chiếm 49%. Pappireddipatti có tỷ lệ 66% biết đọc biết viết, cao hơn tỷ lệ trung bình toàn quốc là 59,5%: tỷ lệ cho phái nam là 74%, và tỷ lệ cho phái nữ là 57%. Tại Pappireddipatti, 11% dân số nhỏ hơn 6 tuổi.